# ناحیه ترن‌بریج، شهرستان دویت، ایلینوی
ناحیه ترن‌بریج (به انگلیسی: Tunbridge Township) یک منطقهٔ مسکونی در ایالات متحده آمریکا است که در شهرستان دویت واقع شده‌است. ناحیه ترن‌بریج ۷۶۰ نفر جمعیت دارد و ۱۹۷ متر بالاتر از سطح دریا واقع شده‌است.